# Paul Kiss (Politiker, 1894)
Paul Kiss (* 17. Oktober 1894 in Markt Sankt Martin; † 1961) war ein österreichischer, nationalsozialistischer Politiker. Er war Kreisleiter von Oberpullendorf und Abgeordneter zum Burgenländischen Landtag.

## Leben
Kiss nahm als Freiwilliger am Ersten Weltkrieg teil und wurde 1923 Mitglied der sozialdemokratischen Partei. Er vertrat seine Partei von 1924 bis 1934 im Gemeinderat von Sankt Martin und absolvierte 1931 eine Schulung zur Argumentation gegen die nationalsozialistische Propaganda. Durch Radioübertragungen aus dem Deutschen Reich freundete er sich jedoch nach eigenen Aussagen mit dem NS-Gedankengut an, zudem wurde er während seiner Arbeitslosigkeit von illegalen Nationalsozialisten unterstützt. 1934 erhielt er den Auftrag, in Sankt Martin eine illegale Betriebszellenorganisation aufzubauen, zudem wurde er von Tobias Portschy zum Bezirksorganisationsleiter ernannt. In der Folge wurde er zwei Mal wegen seiner illegalen Parteitätigkeit verhaftet. Nach dem Anschluss Österreichs wurde Kiss am 15. März 1938 von Gauleiter Tobias Portschy zum Mitglied des Burgenländischen Landtags ernannt, des Weiteren übernahm er zwischen 1938 und 1945 die Funktion des Kreisleiters von Oberpullendorf. Am 12. Mai 1938 beantragte er die Aufnahme in die NSDAP und wurde rückwirkend zum 1. Mai desselben Jahres aufgenommen (Mitgliedsnummer 6.170.837). Nach dem Ende des Zweiten Weltkriegs wurde Kiss in einem Volksgerichtsprozess zu zehn Jahren Haft sowie Vermögensverfall verurteilt.